# Phnum Tbeng Mean Chey
A Phnum Tbeng Mean Chey é uma cidade do Camboja, capital da província de Preah Vihear e do distrito homônimo.